# 颪
颪（おろし）とは、冬季に山や丘から吹き下ろしてくる風の呼称である（山颪）。

## 概要
日本の太平洋沿岸一帯で言われる。山脈の山頂からあまり高くない高度に逆転層があるとき、山または、丘から吹き下りてくる滑降風である。一般的に北寄りの風であり、ボーラ現象を起こしており、冷たい。
日本海側では同様に山から吹き下ろす風を、陸地や山から吹き出してくる風という意味で、「だし風」または「だし」と呼ぶ。冬の冷たい風である「おろし」とは違って、「だし」は低気圧が日本海に入りながら東進している時に、南方の太平洋上の高気圧からの風が強い南寄りの風になって吹き込んで日本列島の脊梁山脈を越えて日本海上の低気圧へ吹き降りることで発生し、フェーン現象によって高温かつ乾燥した南風となっている。「だし」が吹くことで春先の雪解け洪水が起きたり、稲の赤枯れや虫害、また強風から不漁を引き起こしたりする。
関東平野の空っ風、山形県の清川だし、岡山県の広戸風（那岐颪）、愛媛県のやまじ風など随所に颪の常襲地があって局地風としてその土地土地での固有の名で呼ばれることが多い。
いずれも主な風向は一定で山脈に直行して吹く。谷間の急に開けた場所で強い傾向にあるが、日高しも風の様に岬を回った山蔭にも生じる。

## 日本の颪
「〜颪」と付く局地風の呼称はその方向に位置する山の名が冠されていることが多いが、これは必ずしも実際に冠された山からの吹き下ろしていることを意味するものではない。また颪であっても名前に颪と着かないものもある。
- 樽前颪 - 樽前山（北海道）
- 八甲田颪 - 八甲田山（青森県）

青森県旧：十和田湖町（現：十和田市）周辺に吹く北西風。
- 鳥海颪 - 鳥海山（山形県・秋田県）

秋田県横手市周辺に吹く西風。
- 蔵王颪 - 蔵王連峰（宮城県・山形県）

奥羽山脈東側で観測される西風。
- 吾妻颪 - 吾妻山（山形県・福島県）
- 筑波颪 - 筑波山（茨城県）

茨城県南部から千葉県北部にかけて筑波山方向から吹く北西風。厳密には「颪」ではない。
- 二荒颪 - 男体山（栃木県）

栃木県の平野部に吹く北風。地域によって「筑波颪」「那須颪」「日光颪」など名称が変化する。
- 赤城颪 - 赤城山（群馬県）

群馬県中央部から東南部、埼玉県北部に赤城山方向から吹く北西風。榛名山付近では「榛名颪」、群馬県西部では浅間山から名を取り「浅間颪」とも呼ばれ、それ以外ではからっ風として上毛かるたにも詠まれる。
- 丹沢颪 - 丹沢山地（神奈川県・山梨県）

「大山颪」とも呼ばれる。
- 八ヶ岳颪 - 八ヶ岳（山梨県・長野県）
- 鉢盛颪 - 鉢盛山（長野県）
- 富士颪 - 富士山（静岡県・山梨県）
- 御嶽颪 - 御嶽山（長野県・岐阜県）
- 鈴鹿颪 - 鈴鹿山脈（岐阜県・三重県・滋賀県）
- 風伝颪 - 風伝峠（三重県）
- 伊吹颪 - 伊吹山（滋賀県・岐阜県）
- 比良颪 - 比良山地（滋賀県）
- 比叡颪 - 比叡山（滋賀県・京都府）
- 北山颪 - 北山（京都府）
- 六甲颪 - 六甲山（兵庫県）
- 摩耶颪 - 摩耶山（兵庫県）
- 大山颪 - 大山（鳥取県）
- 那岐颪（広戸風） - 那岐山・滝山・広戸仙・山形仙等（岡山県）[1]
- 霧島颪 - 霧島山（宮崎県・鹿児島県）

## 参考資料
- 原田朗 (1993). "おろし 颪". 最新 気象の事典. 東京堂出版. p. 54. ISBN 4-490-10328-X。
- 根元順吉 (1968). "颪". 大日本百科事典 4. 小学館. p. 412. ISBN 4-095-29004-8。
- 関口武『風の事典』原書房、1985年。ISBN 4-562-01547-0。